# Thrasývoulos Tsakalótos
Pour les articles homonymes, voir Tsakalotos.
Thrasývoulos Tsakalótos (en grec : Θρασύβουλος Τσακαλώτος) est un militaire (officier) grec. Il est né le 3 avril 1897, à Preveza (Empire ottoman) et mort le 15 août 1989, à Athènes.

## Biographie
Tsakalotos est entré à l'académie militaire en 1913 pour en sortir avec le grade de lieutenant de 2e classe d'infanterie en 1916. Il combattit sur les fronts de Macédoine et d'Anatolie au cours du premier conflit mondial. Il est promu lieutenant en 1917 et capitaine en 1920. Au cours de l'entre-deux guerres, il occupe différents postes en état-major ou en unité opérationnelles (entre autres instructeur à l'école de guerre). Il est promu major en 1924, lieutenant-colonel en 1930 puis colonel en 1938.
Au cours de la Guerre italo-grecque, il commandait le 3/40 Régiment d'Evzones jusqu'à ce qu'il soit nommé chef d'état-major du IIe corps d'armées le 22 mars 1941, peu de temps avant que l'armée allemande n'envahisse et n'occupe la Grèce lors de la Bataille de Grèce.
En 1942, il réussit à fuir le pays et à regagner l'Égypte, où le gouvernement grec en exil réside. Il se voit alors confier le commandement du centre de formation d'Ismaïlia avant de prendre le commandement de la 3e Brigade de montagne nouvellement créée en avril 1944. Il commanda cette brigade au cours de la bataille pour la Ligne gothique en Italie, puis au cours des événements de la Dekemvriana contre les partisans de l'EAM-ELAS à Athènes en décembre 1944.
En mars 1945, il est nommé à la tête de la 2e Division d'infanterie. L'année suivante, il est placé à la tête de l'École supérieure de guerre et élevé au rang de colonel-général. En 1947, il est nommé adjoint au chef d'état-major des armées. En 1948, il est promu lieutenant-général et prend le commandement du Ier Corps d'armée grec, à la tête duquel il contribue à la victoire de l'armée grecque au cours de la guerre civile grecque.
À compter de mai 1951, il sert comme chef d'état-major des armées, démission de son poste en novembre 1952.
Ambassadeur en Yougoslavie de 1957 à 1960, il a terminé sa carrière en serrant de façon symbolique, le 23 mars 1954 pour une réconciliation nationale, la main à son ancien ennemi Márkos Vafiádis, ancien leader des forces communistes.
Thrasyvoulos Tsakalotos décéda à Athènes le 15 août 1989.